# U-39 (1938)
U-39 — большая океанская немецкая подводная лодка типа IX-A, времён Второй мировой войны. Заказ на постройку был отдан 29 июля 1936 года. Лодка была заложена на верфи судостроительной компании «АГ Везер» в Бремене 15 апреля 1937 год под заводским номером 944. Спущена на воду 22 сентября 1938 года. 10 декабря 1938 года принята на вооружение и под командованием капитан-лейтенанта Герхарда Глаттеса вошла в состав 6-й флотилии.

## История службы
За всю свою карьеру U-39 совершила лишь один боевой поход в составе 6-й флотилии. 19 августа 1939 года, в преддверии Второй мировой войны, она вышла из Вильгельмсхафена в море вместе с другими лодками своей флотилии. Она направлялась в Северное море и должна была обойти Британские острова. Ещё до её потопления, 10 сентября, по дороге к Британским островам U-39 была атакована глубинными бомбами с неопознанного британского судна, и была вынуждена нырнуть на глубину 100 метров, чтобы уйти от поражения.
14 сентября 1939 года, проведя в море всего лишь 27 дней, U-39 выпустила две торпеды по британскому авианосцу HMS Ark Royal возле банки Рокфолл к северо-западу от Шотландии. Обе торпеды, однако, взорвались не дойдя до цели. В результате атаки лодку обнаружили три британских эсминца из сопровождения HMS Ark Royal — HMS Faulknor, HMS Foxhound и HMS Firedrake. Все три эсминца сбросили глубинные бомбы, и буквально через несколько секунд после сброса зарядов с HMS Firedrake U-39 всплыла и люди стали покидать гибнущую лодку. HMS Foxhound поднял на борт 25 членов экипажа, 11 человек принял HMS Faulknor, ещё 8 человек были подняты на борт HMS Foxhound. Экипаж был доставлен на берег в Шотландии и провел остаток войны в различных лагерях военнопленных, включая Тауэр, и затем был отправлен в Канаду.
Во время этого крайне неудачного похода совместно с U-39 действовало ещё четыре лодки: U-31, U-32, U-35 и U-53. По отчетам Штаб руководства войной на море (SKL) от 22 сентября 1939 года, U-32 и U-53 направлялись обратно в порт в Киль, в то время как U-31 и U-35 оставались на дежурстве к северу от Британских островов. В соответствие с планом, U-39 так же должна была вернуться в Киль, однако контакт с субмариной был потерян и несколько дней восстановить его не удавалось. Отсутствие ответа от U-39, несмотря на многочисленные попытки затребовать её текущее местоположение, привело к распространению слухов о том, что она была потоплена. Вскоре они были подтверждены Британскими радиопередачами, детально описывающими прибытие первых немецких военнопленных из состава Кригсмарине на железнодорожную станцию в Лондоне.
U-39 стала первой из множества немецких подводных лодок потопленных во время Второй мировой войны. Её остов находятся в точке с координатами 58°32′ с. ш. 11°49′ з. д..

## Командиры
- 10 декабря 1938 года — 14 сентября 1939 года - капитан-лейтенант Герхард Глаттес (нем. Kapitänleutnant Gerhard Glattes)

## Флотилии
- 10 декабря 1938 года — 14 сентября 1939 года - 6-я флотилия